# Мисури (плато)
Платото Мисури (на английски: Missouri Plateau; на френски: Coteau du Missouri) е обширно плато в САЩ (в щатите Монтана, Северна Дакота, Южна Дакота и Уайоминг) и Канада (в провинциите Албърта Саскачеван), заемащо средните части на великите равнини. Изградено е от седиментни скали с палеогенска и неогенска възраст, предимно пясъчници. Повърхността му е предимно плоска, наклонена от запад на изток от 1600 m в подножието на Скалистите планини до 500 m в източния му край, като постепенно преминава в Лорънсийските възвишения. На отделни места над платото се издигат обособени групи от възвишения и ниски масиви (Блек Хилс, Биг Сноун и др.) с височина до 2207 m. На север е покрито с ледникови наслаги (морени, ози, друмлини, зандрови полета). Цялото плато е силно разчленено от долините на реките и гъста мрежа от оврази, образуващи на места „бедленди“ (мъртви земи). Климатът е континентален, засушлив. Почвите на изток са черноземни, на запад кестеняви. Естествената ратителност е представена от тревисти, овлажнени степи (прерии) в източните му части и тревисти, сухи степи в подножието на Скалистите планини.